# Yūsuke Okada
Yūsuke Okada (jap. 岡田優介 Okada Yūsuke; ur. 17 września 1984 w Japonii) – japoński koszykarz, reprezentant kraju. Zadebiutował w zespole na Mistrzostwach Azji w koszykówce mężczyzn w 2009 roku.